# Novi Rogáchik
Novi Rogáchik (ruso: Но́вый Рога́чик) es un asentamiento de tipo urbano de Rusia, ubicado en el raión de Gorodishche de la óblast de Volgogrado.
En 2021, el asentamiento tenía una población de 6383 habitantes. En su territorio no hay pedanías.
Se ubica sobre la carretera A260, a medio camino entre Volgogrado y Kalach del Don. Al sur del asentamiento fluye el canal Volga-Don.

## Historia
Fue fundado en 1909 como un nuevo asentamiento de la Ucrania Amarilla, y sus primeros habitantes eran colonos ucranianos procedentes de Jersón. En sus primeros años, el topónimo local era "Novorogachevski" (Новорогачевский), y el asentamiento formaba parte del ókrug Vtorói Donskói de la óblast del Voisko del Don. En las reformas territoriales de la década de 1920 pasó a ser sede de su propia vólost, dentro del uyezd de Stalingrado, este último reorganizado como raión a partir de 1928. Al organizarse el territorio del krai de Stalingrado en 1935, Novi Rogáchik pasó a formar parte del raión de Gorodishche, que hasta 1938 tenía su sede en Peschanka.
Fue una pequeña localidad rural habitada principalmente por ucranianos hasta finales de la década de 1940, cuando se fusionó en un solo núcleo de población con el vecino jútor de Sineókovski, del cual estaba separado por una línea de ferrocarril. La nueva localidad fusionada creció notablemente por sus buenas comunicaciones por carretera, por ferrocarril y por el canal Volga-Don, y en un cuarto de siglo pasó de tener quinientos habitantes a más de cinco mil. En 1963 pasó a formar parte del raión de Kalach del Don, hasta que en 1977 se restauró el raión de Gorodishche, donde Novi Rogáchik se integró como asentamiento de tipo urbano.